# کودکی و نوجوانی سید روح‌الله خمینی

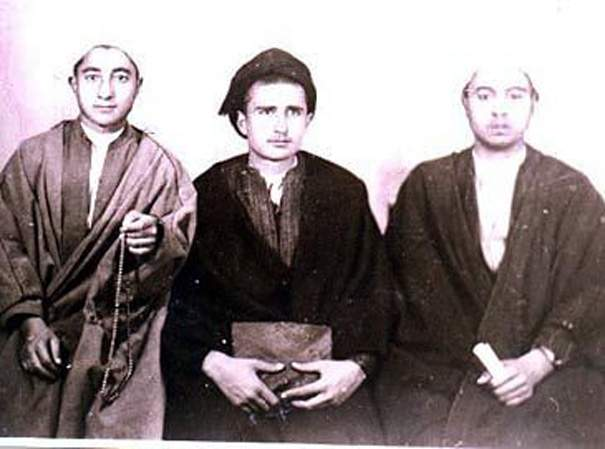
روح الله خمینی در دوران نوجوانی (نفر وسط)

دوران کودکی و نوجوانی سید روح‌الله خمینی — بنیان‌گذار جمهوری اسلامی — در خمین، واقع در استان مرکزی سپری شد. او در روز اول مهر سال ۱۲۸۱ هجری شمسی در خمین به دنیا آمد. در ۵ ماهگی، پدرش را از دست داد و از آن به بعد، مادر و عمه‌اش عهده‌دار وظیفهٔ سرپرستی او شدند.
بر اساس گفته‌های اطرافیان او و تاریخ‌نویسان، خمینی از همان سنین کودکی، شخصیتی برجسته نسبت به هم‌سن‌وسالان خود داشت. این موضوع نه تنها در نقاشی‌ها و اشعار به‌جای‌مانده از دوران کودکی او نمود داشت، بلکه در بازی‌های کودکانهٔ او و هم‌سن‌وسالانش نیز دیده می‌شد.
او در شش سالگی تحصیلات خود را با آموختن قرآن و سایر علوم رایج آن دوران نزد اساتید مختلف، از جمله برادر بزرگترش، آغاز کرد. سپس با پشت سر گذاشتن مکتب و ورود به مدرسه، آمادهٔ آغاز بخش اصلی تحصیلات خود در حوزه شد.
دوران نوجوانی او با سختی‌های فراوانی همراه بود. در شرایطی که خمینی خود را آمادهٔ هجرت از خمین و ادامهٔ تحصیلات در شهرهای دیگر می‌کرد، درگذشت عمه و مادرش از یک سو، و شرایط نابه‌سامان کشور از سوی دیگر، اوضاع نامناسبی برای وی به‌وجود آورده بود.

## خانواده
سید مصطفی پدر خمینی، روحانی و مجتهد ساکن خمین بود
حاصل ازدواج سید مصطفی با هاجر، دو فرزندِ دختر بنام مولودآغا خانم و فاطمه و سه فرزندِ پسر به نام‌های مرتضی، نورالدین و روح‌الله بود. روح‌الله آخرین فرزند این خانواده بود. سید مصطفی در ذی‌الحجه ۱۳۲۰ (اسفند ۱۲۸۱ هجری شمسی) و در پنج‌ماهگی روح‌الله، در مسیر خمین به اراک مورد حمله قرار گرفت و با اصابت چند گلوله به ناحیه کتف و کمر کشته شد و جنازه وی به نجف منتقل و درآنجا دفن شد.
مادر او، بانو هاجر، نیز از پیشینهٔ مذهبی برخوردار بود. او دختر آیت‌الله میرزا احمد و از نوادگان آیت‌الله خوانساری (صاحب زبده‌التصانیف) بود.

## تولد
خمینی در سحرگاه چهارشنبه، اول مهرماه سال ۱۲۸۱ هجری شمسی (۲۴ سپتامبر ۱۹۰۲ میلادی)، معادل با بیستم جمادی‌الثانی ۱۳۲۰ هجری قمری – که روز تولد فاطمه زهرا دختر محمد، پیامبر اسلام، نیز محسوب می‌شد – در شهر خمین از توابع استان مرکزی واقع در ۲۰۰ کیلومتری جنوب تهران به دنیا آمد. برخی منابع روز سی شهریور را به عنوان زادروز او در نظر گرفته‌اند. دائرةالمعارف بزرگ اسلامی می‌نویسد که قاتلین پدر خمینی از خان‌های خمین بودند که او را به خاطر ایستادگی‌اش در برابر ظلم و ستم آن‌ها به رعایا به قتل رساندند. به قول برادرش سید مرتضی پسندیده، «از همان اوان زندگی به گوش تن و جان می‌شنید که پدرش فدایی مبارزه با ظلم است»
باقر معین در کتاب خود، «خمینی: زندگی آیت‌الله» در مورد محل به دنیا آمدن خمینی می‌نویسد:
«خمینی در خانه‌ای دوطبقه به دنیا آمد که واقع در باغی بزرگ در گوشهٔ شرقی روستا بود. خانه‌ای بزرگ با سه حیاط پیرامون آن، و با معماری مرسوم خانه‌های آن زمان، دارای یک بالکن و دو برج مراقبت که یکی مشرف بر رودخانه و زمین‌های دوروبر و دیگری مشرف بر کوچه‌ها و باغ‌های اطراف بود. در تمام دوران کودکی خمینی، این خانه بزرگ پابرجا بود. مادر بیوهٔ او، حاجیه خانم، قسمت اندرونی خانه را اجاره کرده بود و همراه با پنج فرزندش، و نیز خواهر شوهر و همسر دیگر شوهرش در آن‌جا زندگی می‌کردند. بخشی از خانه به نمایندهٔ استاندار در کمره اختصاص داشت که از طبقهٔ اول به عنوان دفتر خود و از قسمتی از طبقهٔ دوم به عنوان استراحت‌گاه نگهبانان خود استفاده می‌کرد.»

## کودکی

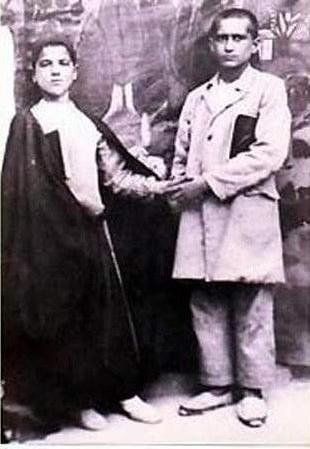
تصویر سید مصطفی خمینی در دوران کودکی (نفر سمت راست) که به اشتباه بعنوان تصویر پدرش سید روح‌الله مشهور شده است.

روح‌الله در پنج‌ماهگی، پدرش را از دست داد و در نتیجه وظیفهٔ سرپرستی و تربیت او به دست مادرش هاجر، عمه‌اش صاحبه و نیز دایه‌اش، ننه‌خاور افتاد. با وجود آن‌که در زمان مرگ پدر، روح‌الله تنها پنج‌ماه سن داشت، اما بعدها و در ادامهٔ حیات خود (احتمالاً بعد از این‌که در جریان چگونگی از دست دادن پدرش قرار گرفت) همواره از پدر خود یاد می‌کرد، به‌گونه‌ای که در بزرگسالی برای خود نام خانوادگی «مصطفوی» برگزید و در جوانی بعضی نوشته‌هایش را با نام «ابن الشهید» تمام می‌کرد.
روح‌الله در کودکی به وضوح از کودکان هم‌سن‌وسال خود خاص‌تر به نظر می‌رسید. در آن زمان بازی محبوب و رایج بین کودکان، بازی «دزد و وزیر» بود که او هم مانند بسیاری از کودکان هم‌سن خود به این بازی علاقه داشت. حتی کودکان دیگر هم متوجه خاص بودن شخصیت او شده بودند، به‌گونه‌ای که با ورود او به بازی نقش شاه یا نهایتاً وزیر به او داده می‌شد. فرزندش سیداحمد بعدها در این مورد می‌گوید: «پدرم با وجود این‌که کودکی خردسال بیش نبود، اما همیشه در بازی‌ای که انجام می‌داد اصرار داشت نقش شاه را داشته باشد.»
در دوران کودکی، او به نقاشی نیز علاقهٔ زیادی داشت. با آن‌که معلم نقاشی نداشت، اما در همان سنین یکی از تصاویر خیالی‌اش از خانه فراتر رفت و در میان اقوام و دوستان دست‌به‌دست شد. در این نقاشی، تنها دو رنگ به کار رفته بود: مرکب سیاه و دواگلی (مرکورکروم). روح‌الله در آن مجلس شورای ملی را بزرگ‌تر از ابعاد تالار بزرگ خانه‌شان رسم کرده بود و سرهایی را با عمامه‌های سیاه و سفید و کلاه‌های بوقی و پوستی به عنوان نمایندگان مجلس، دور اتاق جا داده بود. بر پشت بام تالار تعداد زیادی دایره به عنوان توپ کشیده بود به‌گونه‌ای که چند عدد از توپ‌ها پشت‌بام را سوراخ کرده و روی سر نمایندگان مجلس افتاده و از زیر در تالار خون سرخ روان بود.

### شرایط تربیتی
با وجود این‌که روح‌الله پنجمین فرزند سید مصطفی محسوب می‌شد، اما پدرش علاقه و اصرار زیادی بر تربیت او براساس تعلیمات دین اسلام داشت، به گونه‌ای که نقل است به دایهٔ روح‌الله – ننه‌خاور – چنین گفت: «تا وقتی که پسرم روح‌الله را شیر می‌دهی، دست به سوی هیچ سفره‌ای جز سفرهٔ خود یا غذایی که از خانهٔ من برای تو فرستاده می‌شود، دراز مکن.»
وی دوران کودکی و نوجوانی را تحت سرپرستی مادرش «بانو هاجر»، عمه‌اش «صاحب خانم» (صاحبه خانم اشتباه است) و دایه‌اش «ننه خاور» سپری کرد. صاحب خانم پس از ترور برادرش (پدر خمینی) به تهران رفت و با عین‌الدوله صدر اعظم مظفرالدین شاه دیدار کرد و خواستار قصاص شد که عاقبت این امر محقق گردید. عمادالدین باقی دربارهٔ آنها می‌گوید:
«روح‌الله که آخرین و کوچک‌ترین فرزند بود، تحت تربیت عمه‌اش صاحبه خانم قرار گرفت و گویا بارها خاطرات مربوط به زندگی و شهادت پدرش را از زبان او شنیده بود… ننه خاور دایهٔ روح‌الله نیز از زنان نادر روزگار بود. او که در شیر دادن به خمینی به هاجر یاری می‌رساند، اسب سواری ماهر بود و حتی از روی اسب تیراندازی می‌کرد و به هدف می‌زد.»
روح‌الله در خانواده‌ای اهل علم و دین و نسبتاً متمول بزرگ شد. همچنین با توجه به جایگاه خانوادگی خمینی، وی از کودکی مورد توجه و احترام مردم خمین و کمره بود.

### آغاز تحصیلات
در قرن سیزدهم خورشیدی در بیشتر مناطق ایران و از جمله خمین تقریباً مدرسه به شکل امروزی وجود نداشت و آن گروه از مردم که به تربیت و تحصیلات فرزندان خود اهمیت می‌دادند، آنها را به مکتب خانه می‌فرستادند، تا خواندن و نوشتن و قرآن و ادبیات فارسی بیاموزند. تبعاً خمینی نیز به مکتب فرستاده شد و نزد «ملا ابوالقاسم» به فراگیری «عم جز»، گلستان و بوستان سعدی و چند کتاب ادبی دیگر پرداخت.
پس از اتمام این دروس کسانی که می‌خواستند به تحصیل ادامه دهند، به اراک می‌رفتند. اما با توجه به وقوع جنگ جهانی اول و اوضاع آشفته کشور، دیگر امکان مسافرت به اراک برای نوجوانان وجود نداشت؛ لذا بزرگان خمین تصمیم گرفتند، مدرسه‌ای به سبک مدارس جدید ایجاد کنند. این مدرسه سه معلم داشت، که یکی مدیر بود و سر کلاس درس هم می‌رفت و یکی دیگر از آنها به نام میرزاعلی خان، معلم زبان فرانسه و یک فرد معمم نیز معلم زبان فارسی بود. «آقا شیخ فضل‌الله» عموی مادر خمینی نیز معلم شرعیات بود. خمینی نیز به این مدرسه رفت. علاوه بر آن خانواده وی که از وضع مالی خوبی برخوردار بودند، برایش معلم سرخانه گرفتند. نام این معلم «افتخارالعلما» بود و در غیاب او مادرش به شاگردان درس می‌داد. آیت‌الله پسندیده برادر بزرگ خمینی می‌گوید سواد مادرش بیشتر از خود افتخارالعلما بود و من نزد مادرش هیئت، نجوم و حساب می‌خواندم. خمینی پس از آن که مقطع ابتدایی را نزد افتخارالعلما تمام کرد، درس مقدمات را نزد «محمدمهدی داعی» شروع کرد. «حاج میرزا نجفی» شوهر خواهر روح‌الله نیز منطق را به او تدریس کرد.
خمینی در شش‌سالگی تحصیل قرآن و سایر علوم ابتدایی رایج آن زمان را آغاز کرد. نخستین آموزگاران روح‌الله، شیخ میرزاجعفر و ملا ابوالقاسم بودند. میرزا جعفر – که از بستگان مادرش بود - هر روز صبح به خانهٔ آن‌ها می‌آمد و به روح‌الله پنج‌ساله خواندن و نوشتن می‌آموخت.
او زبان عربی را نیز نزد شیخ‌جعفر آموخت. روح‌الله تحصیلات خود را با حفظ کردن قرآن در مکتبی که در نزدیکی خانهٔ آن‌ها توسط ملاابوالقاسم راه‌اندازی شده بود ادامه داد و در سن هفت‌سالگی حافظ قرآن شد.
پس از آن‌که او در مکتب ملا ابوالقاسم همهٔ آنچه که در مکتب‌خانه‌های آن دوران مرسوم بود را آموخت، به مدرسه – که جزء مراکز تازه‌تأسیس آن زمان به حساب می‌آمد – رفت.
حسن مستوفی، فرزند خالهٔ روح‌الله که در کودکی هم‌درس و هم‌بازی هم بودند، در مورد مدرسهٔ روح‌الله می‌گوید: «ما با هم به مدرسه‌ای می‌رفتیم که به سبک مدارس فرانسوی، میز و صندلی داشت.»
احتمالاً وجود خان‌های متمول در خمین باعث به وجود آمدن مدارس جدید در آن ناحیه شده بود. آن‌گونه که در «سرگذشت‌های ویژه از زندگی امام خمینی» آمده است، نام آن مدرسهٔ تازه تأسیس «احمدیه» بوده است.
از آثار به‌جامانده از دوران کودکی روح‌الله این‌طور برمی‌آید که او از همان دوران نسبت به وقایع و حوادث سیاسی و اجتماعی جامعه حساس بوده است، به‌گونه‌ای که برخی از حوادث مربوط به آن دوران، مانند بمباران مجلس، در نقاشی‌ها و مشق‌های خوش‌نویسی دوران کودکی و نوجوانی او منعکس شده‌است. از جمله قطعه‌شعری که در دفترچهٔ یادداشت دوران نوجوانی (۹ یا ۱۰ سالگی) او با عنوان «غیرت اسلام، کو جنبش ملی کجاست» و خطاب به ملت ایران درج شده‌است:
| هان ای ایرانیان، ایران اندر بلاست |  | مملکت داریوش اندر نیکولاست |

می‌توان از این دست‌نوشته به عنوان اولین بیانیهٔ سیاسی دوران نوجوانی روح‌الله یاد کرد.
روح‌الله در ادامه تحصیلات مقدماتی خود را نزد میرزامحمد افتخارالعلماء و سپس عموی مادر خود، حاجی میرزا محمد مهدی ادامه داد. اولین استاد درس منطق او، شوهر خواهرش میرزا رضا نجفی خمینی بود. از اساتید دیگر او در این دوران می‌توان از شیخ علی محمد بروجردی، شیخ محمد گلپایگانی، و عباس اراکی نام برد.
او هم‌چنین بخشی از تحصیلات پایه‌ای خود در خمین را نزد برادر بزرگ‌تر خود، مرتضی گذراند و با او کتاب نجم‌الدین کتیب قزوینی – المطول البدیع و المعانی - و شرحی بر معانی و لغت کتاب السیوطی را کار کرد. 
او خط و خوش‌نویسی را نزد یکی از اساتید مدرسهٔ تازه‌تأسیس آقا حمزه محلاتی آموخت.

### شرایط سیاسی و اجتماعی
شرایط اجتماعی و سیاسی ایران و خمین در سال‌های ۱۲۹۰ تا ۱۳۰۰ که هم‌زمان با نوجوانی سید روح‌الله خمینی بود، بسیار آشفته بود. حکومت مرکزی ضعیف شده بود و خوانین محلی قدرت یافته بودند و بانی مرگ پدر سید روح‌الله خمینی نیز شدند. علاوه بر آن در جای جای کشور اشرار دستجات مختلفی تشکیل داده و به شهرها و آبادی‌ها حمله کرده و مردم را غارت می‌کردند؛ لذا مردم از کودکی و نوجوانی روحیه سلحشوری یافته، می‌آموختند که برای حفاظت از خود با اشرار و بیگانگان مبارزه کنند. سید روح‌الله خمینی خود دربارهٔ دوران کودکی و نوجوانی اش می‌گوید:
من از بچگی در جنگ بودم… ما مورد هجوم «زلقی‌ها» بودیم، مورد[هجوم] «رجبعلی‌ها» بودیم و خودمان تفنگ داشتیم و من در عین حال که تقریباً شاید اوایل بلوغم بود، بچه بودم، دور این سنگرهایی که بسته بودند در محل ما و اینها می‌خواستند هجوم کنند و غارت کنند، آنجا می‌رفتیم، سنگرها را سرکشی می‌کردیم… ما در همان محلی که بودیم یعنی خمین که بودیم، سنگربندی می‌کردیم. من هم تفنگ داشتم. منتها من بچه بودم به اندازه بچگی‌ام. بچه شانزده هفده ساله، ما تفنگ دستمان بود و تعلیم و تعلم هم می‌کردیم… ما سنگر می‌گرفتیم و با این اشراری که بودند و حمله می‌کردند و می‌خواستند بگیرند و چه کنند [مقابله می‌کردیم]. هرج و مرج بود… یک دفعه هم یک محله خمین را گرفتند و مردم با آنها معارضه کردند و تفنگ دست گرفتند. ما هم جزء آنها بودیم.»

### جنگ جهانی اول و درگذشت عمه و مادر
روح‌الله سیزده سال داشت که جنگ جهانی اول آغاز شد. در آن زمان، اگرچه ایران اعلام بی‌طرفی کرده بود، لشکریان روسیه، بریتانیا و عثمانی از شمال، جنوب و غرب وارد ایران شدند و کشور را مورد تاخت و تاز قرار دادند. خمینی خود در این‌باره می‌گوید:
«من هر دو جنگ بین‌المللی را یادم هست… من کوچک بودم لکن مدرسه می‌رفتم و سربازهای شوروی [روسیه تزاری] را در همان مرکزی که ما داشتیم، در خمین، من آنها را آنجا می‌دیدم. ما مورد تاخت و تاز واقع شدیم در جنگ بین‌المللی اول.» 
در شرایطی که دو سال و نیم از شروع جنگ جهانی اول می‌گذشت، اجساد کشته‌شدگان جنگ باعث شیوع وبا در شهر شده بود. در آن زمان موثرترین داروی موجود که کمی از کشتار ناشی از وبا می‌کاست، ماست بود. اما سربازان روس ماست‌ها را از خانهٔ مردم می‌گرفتند و خود مصرف می‌کردند. مادر روح‌الله، هرچند وقت یک‌بار فرزند خود را با مشکی پر از ماست به خانهٔ بیماران می‌فرستاد تا به درمان آن‌ها کمک کرده باشد. با این‌حال خانهٔ آن‌ها نیز از گزند بیماری وبا مصون نماند و در پانزده‌سالگی روح‌الله در سال ۱۲۹۷، ابتدا صاحبه خانم، عمهٔ او و اندکی پس از او هاجر، مادرش قربانی این بیماری شده هر دو درگذشتند.

## نوجوانی

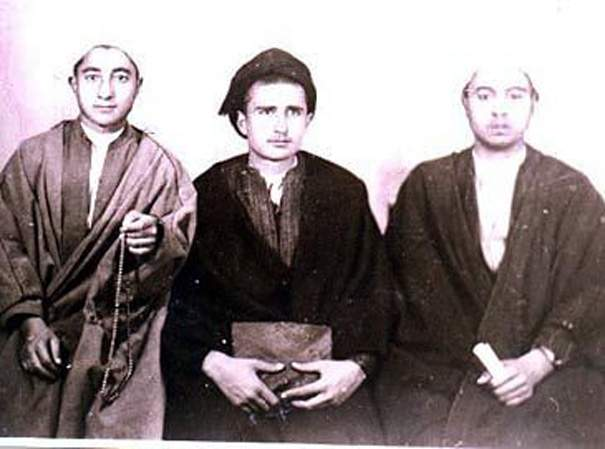
خمینی در دوران نوجوانی (نفر وسط)

روح‌الله نوجوان در سن پانزده‌سالگی بعد از آموختن دروس مقدماتی حوزه، آمادهٔ ورود به مرحلهٔ جدیدی از تحصیلات خود شده بود. در آن زمان، آشنایی او به ادبیات و زبان عرب و فارسی بیش از مقدار مورد نیاز برای طلبه‌ها بود. به منطق و فنون استدلال به خوبی آشنا بود. خط را بسیار زیبا می‌نوشت و پی‌گیر اخبار شهر و کشور بود. او در همهٔ فعالیت‌های مربوط به جوانان مدافع شهر شرکت می‌کرد، برای مثال جمعه‌ها به میدان مشق تیر می‌رفت تا فنون دفاع را بیاموزد.
در آن سال‌ها، با وجود آن‌که رفاه مادی دو برادر به دلیل وجود املاک و زمین‌هایی که از پدرشان برجا مانده بود تضمین شده بود، اما وجود ناامنی‌ها و بی‌قانونی‌ها موجب شده بود تا زندگی آن‌ها به سختی پیش برود. علاوه بر دشمنی‌های مداوم میان زمین‌داران منطقه، وجود قبایل بختیاری و لرهای مناطق اطراف که هر چند وقت یک‌بار به خمین حمله می‌کردند موجب ایجاد ناامنی در این شهر شده بود. یک بار وقتی یک سالار بختیاری به نام «رجب‌علی» با افراد خود به شهر حمله کرده بود، خمینی جوان همراه با برادران خود اسلحه به دست گرفت و از خانهٔ خود دفاع کرد. سال‌ها بعد خمینی با اشاره به این حوادث گفت: «من از زمان کودکی در جنگ بوده‌ام.»
از او هم‌چنین در همین زمینه این‌گونه نقل شده‌است:
«من از بچگی در جنگ بودم… ما مورد هجوم «زلقی‌ها» بودیم، مورد[هجوم] «رجبعلی‌ها» بودیم و خودمان تفنگ داشتیم و من در عین حال که تقریباً شاید اوایل بلوغم بود، بچه بودم، دور این سنگرهایی که بسته بودند در محل ما و اینها می‌خواستند هجوم کنند و غارت کنند، آنجا می‌رفتیم، سنگرها را سرکشی می‌کردیم… ما در همان محلی که بودیم یعنی خمین که بودیم، سنگربندی می‌کردیم. من هم تفنگ داشتم. منتها من بچه بودم به اندازه بچگی‌ام. بچه شانزده هفده ساله، ما تفنگ دستمان بود و تعلیم و تعلم هم می‌کردیم… ما سنگر می‌گرفتیم و با این اشراری که بودند و حمله می‌کردند و می‌خواستند بگیرند و چه کنند [مقابله می‌کردیم]. هرج و مرج بود… یک دفعه هم یک محله خمین را گرفتند و مردم با آنها معارضه کردند و تفنگ دست گرفتند. ما هم جزء آنها بودیم.»
مشاهدهٔ رفتارها و برخوردهای مستبدانهٔ حاکمان استانی و خان‌ها و زمین‌داران منطقه در زمان نوجوانی روح‌الله احتمالاً تأثیر عمیقی بر شکل‌گیری اندیشه‌های سیاسی او داشته است. او بعدها نقل می‌کند که چگونه یک حاکم تازه منصوب‌شده، رئیس صنف تاجران گلپایگان را دستگیر کرده و به فلک می‌بندد تا در مردم عادی ایجاد ترس و وحشت کند.

### علاقه و توجه به نهضت جنگل
گفته می‌شود خمینی در سال‌های نوجوانی تحولات مربوط به نهضت جنگل را با دقت دنبال و حتی اقدام به سرودن شعر در وصف میرزا کوچک‌خان می‌کرده است.
نقل است روزی برادرش مرتضی قصیده‌ای در لابه‌لای دفتری که مادرشان مخارج خانه را در آن می‌نوشت پیدا می‌کند و متوجه می‌شود که متعلق به روح‌الله است. از او سؤال می‌کند که این شعر در وصف چه کسی است. روح‌الله پاسخ می‌دهد: «برای میرزا کوچک‌خان که چندی پیش مهمان ما بود.» برادرش با تعجب می‌پرسد: «خود میرزا؟» و روح‌الله پاسخ مثبت می‌دهد. در این هنگام دایهٔ روح‌الله، ننه خاور، دخالت می‌کند و این‌گونه توضیح می‌دهد: «یک ماه پیش دیدم روح‌الله خیلی سرحال است. گفتم از وقتی که مادرتان به رحمت خدا رفته شما غمگین هستید. چطور امروز این‌قدر سرحال هستید؟ برایم خواب شب گذشته‌اش را تعریف کرد: «شب بود، اما خورشید هم‌چنان در آسمان بود. این خانه نیز جنگل بود. جنگلی‌ها با اسب به این خانه آمدند و میرزا نیز در میان آن‌ها بود. برایش چای آوردم، لبخندی زد. سپس بی‌آن‌که چیزی بگوید خداحافظی کرد و رفت.»»
به جز این، نشانه‌های دیگری وجود دارد که نشان می‌دهد خمینی در نوجوانی علاقه و اعتقاد زیادی به رهبر نهضت جنگل داشته‌است. او همواره برای سلامتی آن‌ها دعا می‌کرد و یک بار به برادرش پیشنهاد پیوستن به آن‌ها را داد.
حتی گفته می‌شود که روح‌الله در آن سنین یک بار در فرصتی که پیش می‌آید به جنگل سفر می‌کند و پایگاه میرزا را از نزدیک می‌بیند.

## پی‌نوشت‌ها
1. ↑  به این شهر و روستاهای اطرافش، کمره نیز می‌گفتند. از این رو بعدها خمینی بعضی از اعلامیه‌های خود را با نام «خمینی کمره‌ای» امضا می‌کرد.
2. ↑  از میان اسناد بایگانی آیت‌الله پسندیده، یک شماره از روزنامه «ادب» بیرون آمد که حکایت قتل پدرش و قصاص قاتل را گزارش کرده بود.
3. ↑  دو برادرش، مرتضی و نورالدین، به ترتیب نام‌های خانوادگی «پسندیده» و «هندی» را برای خود برگزیدند.
4. ↑  با این‌که سیدمرتضی، که بعدها و به دنبال قانون انتخاب یک نام خانوادگی در سال ۱۳۰۷، نام «پسندیده» را برای خود انتخاب کرد، برای مدتی در اصفهان مشغول به تحصیل بود، اما هیچ‌گاه تحصیلات دینی خود را در رده‌های بالاتر کامل نکرد و بعد از مدتی کار در دفتر ثبت و احوال در خمین، به قم مهاجرت کرد و باقی عمر خود را در آن شهر گذراند.

## فهرست منابع
انگلیسی
- Baqer Moin (1999). Khomeini: Life of the Ayatollah (به انگلیسی). Victoria House, Bloomsbury Square, London WC1B 4DZ, 175 Fifth Avenue, New York NY 10010: I.B.Tauris & Co Ltd.{{cite book}}:  نگهداری CS1: موقعیت (link)
- Mohsen Milani (1994). The Making of Iran's Islamic Revolution: From Monarchy to Islamic Republic (به انگلیسی). Westview Press.
- Bernard Reich (1990). Political Leaders of the Contemporary Middle East and North Africa: A Biographical Dictionary (به انگلیسی). Greenwood Press.

فارسی
- روح‌الله خمینی (۱۳۶۱). صحیفهٔ نور. تهران: مؤسسه تنظیم و نشر آثار امام خمینی (ره).
- علی قادری (۱۳۷۹). خمینی روح‌الله: زندگینامه امام خمینی براساس اسناد و خاطرات و خیال. تهران: مؤسسه تنظیم و نشر آثار امام خمینی (ره). شابک ۹۶۴-۳۳۵-۱۹۷-۱.
- زمزم نور: زندگینامه، آثار و برکات، خصوصیات و مواضع، جهت گیری و راه حضرت امام خمینی. تهران: قدر ولایت. ۱۳۸۷. شابک ۹۶۴-۶۲۴۸-۷۴-۸.